# Adrian Mitchell
Adrian Mitchell (24 de octubre de 1932 – 20 de diciembre de 2008) fue un poeta, novelista y dramaturgo inglés. Antiguo periodista, fue una destacada figura de la izquierda política británica. Durante casi medio siglo fue el principal poeta de la Campaña para el Desarme Nuclear. El crítico Kenneth Tynan dijo de él que era "el Vladímir Mayakovsky británico".
Mitchell buscó con su trabajo contrarrestar las implicaciones de su afirmación: "La mayor parte de la gente ignora a la poesía, porque la mayor parte de la poesía ignora a la gente".
En una encuesta llevada a cabo en el Día Nacional de la Poesía de 2005, su poema "Human Beings" fue votado como el primero que la gente lanzaría al espacio. En 2002 fue nominado, medio en serio medio en broma, "Poeta Laureado en la sombra". Mitchell fue durante unos años editor de poesía de New Statesman, y el primero en publicar una entrevista con The Beatles. Su trabajo para la Royal Shakespeare Company incluye la pieza de Peter Brook US, y la versión inglesa de Marat/Sade, de Peter Weiss.
Siempre inspirado por el ejemplo de su propio poeta favorito, William Blake, sobre el cual escribió su aclamada obra Tyger para el National Theatre, sus inicios, a menudo enojados, fueron pasando progresivamente del anarquismo y la sátira antibelicista, a través de la poesía romántica, a historias y poemas para niños. También escribió libretos, y su obra puede consultarse en el Poetry Archive.
The Times dijo que Mitchell había sido "una rotunda voz en ocasiones teñida de ternura". Sus poemas sobre la guerra nuclear, la Guerra de Vietnam, las prisiones y el racismo fueron "parte del folklore de la izquierda. Su trabajo se leía y cantaba a menudo en manifestaciones y mítines".

## Biografía

### Inicios
Nacido en Londres, Inglaterra, su madre, Kathleen Fabian, era maestra de guardería, y su padre, Jock Mitchell, un químico de Cupar. Mitchell fue educado en la Monkton Combe School de Bath, pasando después a la Greenways School. Según Mitchell, en esa escuela se representó su primera pieza, The Animals' Brains Trust, cuando él tenía nueve años.
Completó su educación con un internado en la Dauntsey's School, tras lo cual cumplió su servicio militar en la RAF. Después estudió inglés en Christ Church (Oxford), donde recibió lecciones del hijo de J. R. R. Tolkien. Fue director de la sociedad de poesía de la universidad y editor literario de la publicación The Isis Magazine. Tras graduarse, Mitchell obtuvo un trabajo como reportero en el Oxford Mail y, después, en el Evening Standard de Londres.

### Carrera
Mitchell hizo con frecuencia lecturas públicas, particularmente para causas izquierdistas, siendo su especialidad la sátira. Comisionado para escribir un poema sobre Carlos de Gales y su especial relación (como Príncipe de Gales) con la gente de Gales, su texto fue corto y al grano.
Otro de sus poemas de carácter izquierdista fue "Loose Leaf Poem", perteneciente a su libro Ride the Nightmare. Su poema más conocido fue "To Whom It May Concern", una amarga y sarcástica reacción a los horrores televisados de la Guerra de Vietnam.
Hizo una lectura ante miles de manifestantes a favor del desarme nuclear, los cuales habían acudido por el centro de Londres dentro de la primera marcha de la Campaña para el Desarme Nuclear en el Domingo de Resurrección, agrupándose finalmente en Trafalgar Square en la tarde de ese día de 1964. Cuando Mitchell leía sus líneas en frente de la The National Gallery, manifestantes en la plaza chocaban con la policía. Con el paso de los años renovó el poema para actualizarlo según el transcurso de los posteriores eventos.
En 1972 tuvo una confrontación con el primer ministro Edward Heath sobre las armas biológicas y el Conflicto de Irlanda del Norte.
Otro de sus poemas, "Victor Jara", fue musicalizado por Arlo Guthrie, que lo incluyó en su álbum de 1976 Amigo.
Mitchell fue también responsable de una adaptación al teatro de The Lion, the Witch and the Wardrobe, una producción con buena crítica que estrenó la Royal Shakespeare Company en noviembre de 1998.
La obra de Adrian Mitchell fue alabada por diferentes escritores, entre ellos John Berger, Angela Carter y Ted Hughes. El escritor falleció en un hospital de Londres en el año 2008 a causa de un posible ataque cardiaco, tras haber estado dos meses enfermo a causa de una neumonía. Tenía 76 años de edad. Dos días antes había completado su último poema, "My Literary Career So Far", que pretendía ser un obsequio navideño para "todos los amigos, familiares y animales que amaba".
En el año 2009, Frances Lincoln Publishers publicó una adaptación de Ovidio: Shapeshifters: tales from Ovid's Metamorphoses, escrita por Mitchell e ilustrada por Alan Lee.

### Familia
A Mitchell le sobrevivió su esposa, la actriz Celia Hewitt, propietaria de la librería Ripping Yarns. La pareja tenía dos hijas, Sasha y Beattie. Él también tuvo dos hijos y una hija con su primera esposa, Maureen Bush: Briony, Alistair y Danny, con nueve nietos. Mitchell y su esposa adoptaron a Boty Goodwin (1966-1995), hija de la artista Pauline Boty, tras fallecer su padre, el agente literario Clive Goodwin, en 1978. Tras morir Boty Goodwin por una sobredosis de heroína, Mitchell escribió el poema 'Especially when it snows' en su memoria.